# Jerzy Wenderlich
Jerzy Jan Wenderlich (ur. 22 kwietnia 1954 w Toruniu) – polski dziennikarz i polityk. Poseł na Sejm II, III, IV, V, VI i VII kadencji (1993–2015), wicemarszałek Sejmu VI i VII kadencji (2010–2015), wiceprzewodniczący Sojuszu Lewicy Demokratycznej (2016–2019).

## Życiorys
Jest absolwentem studiów z edukacji muzycznej na Wydziale Pedagogicznym Wyższej Szkoły Pedagogicznej w Bydgoszczy. Na Uniwersytecie Warszawskim ukończył studia podyplomowe w zakresie dziennikarstwa i nauk politycznych. W 1980 wstąpił do PZPR. Pracował jako dziennikarz. Był redaktorem naczelnym studenckiej gazety „Meritum”, kierował bydgoskim oddziałem „Kuriera Studenckiego”, był też dziennikarzem „Gazety Pomorskiej”, a także redaktorem naczelnym „Tygodnika Telewizyjnego”. W 1993, 1997, 2001 i 2005 uzyskiwał mandat posła na Sejm kolejnych kadencji z listy Sojuszu Lewicy Demokratycznej. W 2004 bez powodzenia kandydował do Parlamentu Europejskiego (wcześniej od maja do lipca tegoż roku wykonywał mandat europosła V kadencji w ramach delegacji krajowej). Pełnił m.in. funkcję rzecznika prasowego SLD. Napisał książkę Jak zostać ministrem?.
W wyborach parlamentarnych w 2007 po raz piąty został posłem, kandydując z listy koalicji Lewica i Demokraci w okręgu toruńskim i otrzymując 11 825 głosów. W kwietniu 2008 zasiadł w Klubie Poselskim Lewica, który we wrześniu 2010 przekształcono w KP SLD. 8 lipca 2010 został wicemarszałkiem Sejmu VI kadencji.
W wyborach parlamentarnych w 2011 został ponownie liderem listy SLD do Sejmu w okręgu toruńskim i uzyskał ponownie mandat poselski (otrzymał 19 078 głosów). 8 listopada 2011 wybrany na wicemarszałka Sejmu VII kadencji. We wrześniu 2014 i w czerwcu 2015, po rezygnacjach Ewy Kopacz i Radosława Sikorskiego z funkcji marszałka Sejmu, jako najstarszy członek Prezydium Sejmu przejmował regulaminowe obowiązki marszałka Sejmu do czasu wyboru następcy. W 2015 nie uzyskał poselskiej reelekcji (dostał 25 365 głosów).
W 2016 wystartował w wyborach na przewodniczącego SLD. W I turze głosowania wśród członków partii zajął drugie miejsce. W drugiej turze z 23 stycznia 2016, w której wzięli udział delegaci na kongres SLD, przegrał z Włodzimierzem Czarzastym stosunkiem głosów 428 do 305. Został natomiast wybrany na wiceprzewodniczącego SLD. W wyborach samorządowych w 2018 bezskutecznie kandydował do sejmiku kujawsko-pomorskiego. W 2019 bez powodzenia kandydował natomiast do Senatu. Zrezygnował potem z zasiadania we władzach SLD.
Od 2020 był członkiem rady nadzorczej Agencji Rozwoju Miasta Krakowa. W 2023 doktoryzował się w zakresie nauk o polityce i administracji na Uniwersytecie Jana Kochanowskiego w Kielcach. W 2024 został wykładowcą Akademii Sztuki Wojennej.

## Odznaczenia
- Srebrny Medal „Zasłużony Kulturze Gloria Artis” (2005)[12]